# Војска Пољске (1918—1939)
Оружане снаге Друге пољске републике формиране су током Првог светског рата и постојале су до окупације Пољске у Другом светском рату.

### Увод
У Првом светском рату у редовима аустроугарске и немачке војске налазило се око 600.000 мобилисаних Пољака, а у руској војсци око 700.000. Пољска властела и буржоазија такође су били подељени на присталице Русије (на челу са Романом Димовским) и Аустроугарске (на челу са Јозефом Пилсудским). У покушају да након рата обнови пољску државу у саставу Хабзбуршке монархије, Главни национални комитет Галиције на челу са Пилсудским је августа 1915. формирао Краковску легију (око 5.000 бораца), која се на Источном фронту борила против Русије. У јулу 1917. легија се побунила против Немаца, па је већина војника интернирана заједно са Пилсудским. Због револуционарних немира у Пољској након фебруарске револуције, Централне силе су крајем 1917. формирале Пољски Регентски савет који је 8. октобра 1918. прогласио независну Пољску на челу са Пилсудским и преузео власт у земљи, а пољска легија угушила је совијете и протесте радника и сељака. На западном фронту, након фебруарске револуције 1917. формиран је Пољски национални комитет у Паризу и почело је формирање пољских јединица у Француској, од заробљених Пољака и избеглица, које су до априла 1919. бројале 80.000 људи ( ’Халерова армија’). Ове јединице биле су језгро нове армије Друге пољске републике.

### Организација
Пољска армија формирана је 1918. са опремом и организацијом преосталом из Првог светског рата. Уз помоћ француских инструктора (1921—1932) приступило се модернизацији, али за њу Пољска није имала довољно средстава. Врховни командант војске био је номинално председник републике, али је главне војне функције имао генерални инспектор оружаних снага Едвард Риђ-Шмигли, коме је био потчињен министар рата. Општа војна обавеза трајала је 19 година: 2 у сталном кадру (21—23. године), затим у резерви до 40. године живота.
Копнена војска, мирнодопске јачине око 300.000 људи, могла је у случају рата да мобилише 39 пешадијских дивизија, 11 коњичких бригада (које чине по 3 коњичка пука, артиљеријски дивизион и чета борних кола (Борна кола модел 34) и лаких тенкова - 7ТП или ТК-3)) и 2 моторизоване бригаде (које чине 2 моторизована пука, батаљон тенкова, артиљеријски и противтенковски дивизион).
Ратно ваздухопловство имало је 397 авиона прве линије и 348 у резерви (застарелих).
Ратна морнарица (и речна флотила) имала је 4 разарача, 5 торпиљарки, 5 подморница и 6 речних монитора уз неколико миноловаца и торпедних чамаца.

### Ратови
Војска Друге пољске републике борила се у Пољско-совјетском рату 1920. и у Немачкој инвазији на Пољску 1939.